# Romeos
Romeos es una película de comedia romántica dramática alemana de 2011 escrita y dirigida por Sabine Bernardi. Se estrenó en cines en Alemania el 8 de diciembre de 2011. Antes de su estreno, el guion de la película ganó el Premio al Mejor Guion de Tratamiento de Colonia en 2007.

## Argumento
Lukas es un hombre trans gay de 20 años en medio de su transición. Después de unirse a la escena gay de Colonia, Lukas conoce a un chico malo atractivo, un hombre gay cisgénero llamado Fabio, y se desarrolla una atracción entre ambos. Lukas se enfrenta a la elección de revelar su identidad a Fabio y arriesgarse a perderlo todo.

## Reparto
- Rick Okon como Lukas
- Maximilian Befort como Fabio
- Liv Lisa Fries como Ine
- Felix Brocke como Sven
- Silke Geertz como Annette
- Gilles Tschudi como Herr Boeken
- Sigrid Burkholder como la madre de Lukas
- Johannes Schwab como el padre de Lukas
- Tessa Lukat como Leila
- Julia Schäfle como Blondie
- Ben Gageik como Svens Freund
- Ralf Rotterdam como Cassy Carrington